# فانگ یینگچائو
فانگ یینگچائو (انگلیسی: Fang Yingchao؛ زادهٔ ۳ اوت ۱۹۸۲) بازیکن والیبال اهل چین بود. وی در بازی‌های المپیک تابستانی ۲۰۰۸ شرکت کرده‌است.